# Woody Harrelson
Woodrow Tracy Harrelson (Midland, 23 de julho de 1961) é um ator norte-americano. Ele se tornou conhecido por seu papel como o barman Woody Boyd na sitcom Cheers (1985–1993), da NBC, pelo qual ganhou um prêmio Primetime Emmy de Melhor Ator Coadjuvante em Série de Comédia, de um total de cinco indicações. Harrelson recebeu três indicações ao Óscar: Melhor Ator por The People vs. Larry Flynt (1996) e melhor ator coadjuvante por The Messenger (2009) e Three Billboards Outside Ebbing, Missouri (2017).
Outros filmes notáveis incluem White Men Can't Jump (1992), Natural Born Killers (1994), The Thin Red Line (1998), No Country for Old Men (2007), Seven Pounds (2008), Zombieland (2009), Seven Psychopaths (2012), Now You See Me (2013), The Edge of Seventeen (2016), War for the Planet of the Apes (2017), Venom: Let There Be Carnage (2021) e Triangle of Sadness (2022). Ele também interpretou Haymitch Abernathy na série de filmesThe Hunger Games (2012–2015).
Harrelson recebeu outras indicações ao Primetime Emmy por sua interpretação de Steve Schmidt no filme Game Change (2012), da HBO, e de um detetive na série antológica de crimes da HBO True Detective (2014). Ele também interpretou E. Howard Hunt na minissérie política da HBO White House Plumbers (2023).

## Filmografia
- 1986 - Uma Gatinha Boa de Bola (Wildcats)
- 1987 - Bay Coven (televisão)
- 1988 - Índole violenta (Killer Instinct) (televisão)
- 1988 - Uma Paixão Inesquecível (Cool Blue)
- 1988 - Ela vai ter um bebê (She's Having a Baby)
- 1990 - Mother Goose Rock'n'Theme (televisão)
- 1991 - Dr. Hollywood - Uma receita de amor (Doc Hollywood)
- 1991 - L.A. Story (L.A. Story)
- 1991 - Ted & Vênus (Ted and Venus)
- 1992 - Homens Brancos Não Sabem Enterrar (White Men Can't Jump)
- 1993 - Proposta Indecente (Indecent Proposal)
- 1994 - Assassinos por Natureza (Natural Born Killers)
- 1994 - Cowboy Way (The Cowboy Way)
- 1994 - Disposto a tudo (I'll Do Anything)
- 1995 - Assalto sobre trilhos (Money Train)
- 1996 - O povo contra Larry Flynt (The People vs. Larry Flynt)
- 1996 - Kingpin - Estes loucos reis do boliche (Kingpin)
- 1996 - Na trilha do sol (The Sunchaser)
- 1997 - Mera coincidência (Wag the Dog)
- 1997 - Bem-vindo a Sarajevo (Welcome to Sarajevo)
- 1998 - Terra de paixões (The Hi-Lo Country)
- 1998 - Além da linha vermelha (The Thin Red Line)
- 1998 - Crime em Palmetto (Palmetto)
- 1999 - Por uma boa briga (Play It to the Bone)
- 1999 - Erva (Grass) (voz)
- 1999 - Austin Powers 2 - Um Espião "bond" Cama (Austin Powers: The Spy Who Shagged Me)
- 1999 - EdTV (EdTV)
- 2001 - American Saint
- 2003 - Tratamento de Choque (Anger Management)
- 2003 - Quem vai Pagar o Pato? (Scorched)
- 2004 - Elas me Odeiam, mas me Querem (She Hate Me)
- 2004 - Ladrão de Diamantes (After the Sunset)
- 2005 - Terra Fria (North Country)
- 2005 - Quem é Morto Sempre Aparece (The Big White)
- 2005 - The Prize Winner of Defiance, Ohio
- 2006 - Jack Tucker, Trucker
- 2006 - A Última Noite (A Prairie Home Companion)
- 2006 - A Scanner Darkly
- 2007 - No Country for Old Men
- 2007 - The Walker
- 2007 - Battle in Seattle
- 2008 - Sete Vidas (Seven Pounds)
- 2008 - Semi-Pro
- 2008 - Management
- 2008 - Transsiberian (Expresso Transiberiano)
- 2009 - Zombieland
- 2009 - Defendor
- 2009 - 2012
- 2009 - The Messenger (O Mensageiro)
- 2010 - Bunraku - Uma Cidade Sem Lei (Bunraku)
- 2011 - Friends with Benefits (Amizade Colorida)
- 2011 - Rampart (Um tira acima da lei)
- 2012 - The Hunger Games (Jogos Vorazes)
- 2012 - Game Change
- 2013 - Now You See Me (Truque de Mestre)
- 2013 - The Hunger Games: Catching Fire (Jogos Vorazes: Em Chamas)
- 2013 - Seven Psychopaths (br: Sete Psicopatas e um Shih Tzu)
- 2014 - True Detective
- 2014 - The Hunger Games: Mockingjay - Part 1' (Jogos Vorazes: A Esperança - Parte 1)
- 2015 - The Hunger Games: Mockingjay – Part 2' (Jogos Vorazes: A Esperança - Parte 2)
- 2016 - O Duelo
- 2016 - Now You See Mee 2 (Truque de Mestre: O Segundo Ato)
- 2016 - The Edge of Seventeen
- 2017 - Planeta dos Macacos: A Guerra
- 2017 - O Castelo de Vidro
- 2017 - Three Billboards Outside Ebbing, Missouri (Três Anúncios para um Crime)
- 2018 - Solo: A Star Wars Story
- 2018 - Venom (cena pós-crédito)
- 2019 - The Highwaymen (Estrada sem Lei) - Netflix
- 2019 - Zumbilândia: Atire Duas Vezes
- 2019 - Midway
- 2021 - Kate
- 2021 - Venom: Tempo de Carnificina
- 2022 - Triângulo da Tristeza
- 2022 - The Man from Toronto[2]
- 2023 - Champions
- 2024 - Suncoast
- 2024 - Fly Me to the Moon
- 2025 - Ella McCay
- 2025 - Last Breath	Duncan Allcock
- 2025 - The Electric State
- 2025 - Now You See Me: Now You Don't[3]
- 2025 - Ella McCay

## Prêmios e indicações

#### Óscar
| Ano  | Categoria               | Trabalho                                  | Resultado |
| ---- | ----------------------- | ----------------------------------------- | --------- |
| 1997 | Melhor Ator             | The People vs. Larry Flynt                | Indicado  |
| 2010 | Melhor Ator Coadjuvante | The Messenger                             | Indicado  |
| 2018 | Melhor Ator Coadjuvante | Three Billboards Outside Ebbing, Missouri | Indicado  |

#### Emmy Awards
| Ano  | Categoria                                   | Trabalho       | Resultado |
| ---- | ------------------------------------------- | -------------- | --------- |
| 1987 | Melhor Ator Coadjuvante em Série de Comédia | Cheers         | Indicado  |
| 1988 | Melhor Ator Coadjuvante em Série de Comédia | Cheers         | Indicado  |
| 1989 | Melhor Ator Coadjuvante em Série de Comédia | Cheers         | Venceu    |
| 1990 | Melhor Ator Coadjuvante em Série de Comédia | Cheers         | Indicado  |
| 1991 | Melhor Ator Coadjuvante em Série de Comédia | Cheers         | Indicado  |
| 1999 | Melhor Ator Convidado em Série de Comédia   | Frasier        | Indicado  |
| 2012 | Melhor Ator em Minissérie ou Telefilme      | Game Change    | Indicado  |
| 2014 | Melhor Ator em Série Dramática              | True Detective | Indicado  |
| 2014 | Melhor Série Dramática (como produtor)      | True Detective | Indicado  |

#### BAFTA
| Ano  | Categoria               | Trabalho                                  | Resultado |
| ---- | ----------------------- | ----------------------------------------- | --------- |
| 2018 | Melhor Ator Coadjuvante | Three Billboards Outside Ebbing, Missouri | Indicado  |

#### Globo de Ouro
| Ano  | Categoria                              | Trabalho                   | Resultado |
| ---- | -------------------------------------- | -------------------------- | --------- |
| 1997 | Melhor Ator em Cinema - Drama          | The People vs. Larry Flynt | Indicado  |
| 2010 | Melhor Ator Coadjuvante em Cinema      | The Messenger              | Indicado  |
| 2013 | Melhor Ator em Minissérie ou Telefilme | Game Change                | Indicado  |
| 2015 | Melhor Ator em Minissérie ou Telefilme | True Detective             | Indicado  |

#### SAG Awards
| Ano  | Categoria                              | Trabalho                                  | Resultado |
| ---- | -------------------------------------- | ----------------------------------------- | --------- |
| 1997 | Melhor Ator Principal                  | The People vs. Larry Flynt                | Indicado  |
| 2008 | Melhor Elenco em Cinema                | No Country for Old Men                    | Venceu    |
| 2010 | Melhor Ator Coadjuvante                | The Messenger                             | Indicado  |
| 2013 | Melhor Ator em Minissérie ou Telefilme | Game Change                               | Indicado  |
| 2015 | Melhor Ator em Série Dramática         | True Detective                            | Indicado  |
| 2018 | Melhor Ator Coadjuvante                | Three Billboards Outside Ebbing, Missouri | Indicado  |
| 2018 | Melhor Elenco em Cinema                | Three Billboards Outside Ebbing, Missouri | Venceu    |